# Кілобіт
Кілобіт — одиниця вимірювання двійкової інформації при передачі цифрових даних або збереженні. Префікс кіло- (символ к) визначається в Міжнародній системі одиниці (SI) як множник 103 (1 тисяча) і, таким чином,
1 кілобіт = 103біт = 1000 біт.
Кілобіт позначається як  kbit або kb.
Оскільки розмір одного байта дорівнює 8 біт, 1 кбіт дорівнює 125 байт.
Кілобіт зазвичай використовується для вимірювання швидкості передачі даних цифрових ліній зв'язку, як кілобіт на секунду (кбіт/сек або кб/сек), або скорочено як kbps, наприклад, швидкість передачі в  ТМЗК мережі - 56 kbps, або 512 кб/сек при широкосмуговому інтернет з’єднанні.
Кілобіт має відношення до одиниці кібібіт, що використовується рідше, це множник, що отримала назву від двійкового префіксу кібі- (символ Кі) того ж порядку величини, і який дорівнює 210біт = 1024 біт,  або є приблизно на 2% більшим за кілобіт.